# وربنا (آلاباما)
وربنا (به انگلیسی: Verbena) یک منطقهٔ مسکونی در ایالات متحده آمریکا است که در شهرستان چیلتون، آلاباما واقع شده‌است. وربنا ۱۴۶٫۹۲ متر بالاتر از سطح دریا واقع شده‌است.